# Episodi di Doc Martin (quinta stagione)
La quinta stagione della serie televisiva Doc Martin, composta da 8 episodi, è stata trasmessa in prima visione assoluta nel Regno Unito sul canale ITV dal 12 settembre al 31 ottobre 2011.
In Italia la stagione è trasmessa in prima visione assoluta su Rai 3.
| Episodio | Titolo               | Titolo in italiano | Prima TV UK       | Prima TV Italia |
| -------- | -------------------- | ------------------ | ----------------- | --------------- |
| 1        | Preserve the Romance |                    | 12 settembre 2011 |                 |
| 2        | Dry Your Tears       |                    | 19 settembre 2011 |                 |
| 3        | Born with a Shotgun  |                    | 26 settembre 2011 |                 |
| 4        | Mother Knows Best    |                    | 3 ottobre 2011    |                 |
| 5        | Remember Me          |                    | 10 ottobre 2011   |                 |
| 6        | Don't Let Go         |                    | 17 ottobre 2011   |                 |
| 7        | Cats & Sharks        |                    | 24 ottobre 2011   |                 |
| 8        | Ever After           |                    | 31 ottobre 2011   |                 |